# موزیک‌اکس‌ام‌ال
موزیک‌اکس‌ام‌ال (به انگلیسی: MusicXML) یک قالب پرونده مبتنی بر اکس‌ام‌ال برای نگارش نت موسیقی می‌باشد. قالب آزاد و تحت مجوز W3C می‌تواند مورد استفاده قرار گیرد.

## پشتیبانی
از اکتبر ۲۰۲۰ بیش از ۲۵۰ نرم‌افزار نت‌نویسی از MusicXML پشتیبانی می‌کنند. این نرم‌افزارها عبارتند از:
- بیش‌تر نرم‌افزارهای نت نویسی، فیناله، Dorico, Sibelius, and MuseScore.
- بیش‌تر نرم‌افزارهای Music OCR SmartScore, PhotoScore و Audiveris.
- بیش‌تر نرم‌افزارهای آهنگسازی، کیوبیس، Logic Pro, Digital Performer و SONAR.

## مثال

نمایش C میانه‌روی کلید سل با کد MusicXML.

```
<?xml version="1.0" encoding="UTF-8" standalone="no"?>

<!DOCTYPE score-partwise PUBLIC

    "-//Recordare//DTD MusicXML 3.1 Partwise//EN%22

    "http://www.musicxml.org/dtds/partwise.dtd%22>

<score-partwise
 
version=
"3.1"
>

  
<part-list>

    
<score-part
 
id=
"P1"
>

      
<part-name>
Music
</part-name>

    
</score-part>

  
</part-list>

  
<part
 
id=
"P1"
>

    
<measure
 
number=
"1"
>

      
<attributes>

        
<divisions>
1
</divisions>

        
<key>

          
<fifths>
0
</fifths>

        
</key>

        
<time>

          
<beats>
4
</beats>

          
<beat-type>
4
</beat-type>

        
</time>

        
<clef>

          
<sign>
G
</sign>

          
<line>
2
</line>

        
</clef>

      
</attributes>

      
<note>

        
<pitch>

          
<step>
C
</step>

          
<octave>
4
</octave>

        
</pitch>

        
<duration>
4
</duration>

        
<type>
whole
</type>

      
</note>

    
</measure>

  
</part>

</score-partwise>

```